# Kirsten Moore-Towers
Kirsten Moore-Towers (St. Catharines, 1º luglio 1992) è una pattinatrice artistica su ghiaccio canadese.

## Biografia
Moore-Towers ha vinto in coppia con Dylan Moscovitch la medaglia d'argento nella gara a squadre alle Olimpiadi di Soči 2014, un argento ai Campionati dei Quattro continenti di Osaka 2013 e un titolo canadese.
Dal 2014 ha cominciato a gareggiare insieme a Michael Marinaro.

## Palmarès
GP: Grand Prix; CS: Challenger Series; JGP: Junior Grand Prix

### Con Marinaro
| Internazionali | Internazionali | Internazionali | Internazionali | Internazionali | Internazionali | Internazionali | Internazionali | Internazionali |
| Evento | 2014–15        | 2015–16        | 2016–17        | 2017–18        | 2018–19        | 2019–20        | 2020–21        | 2021–22        |
| --- | -------------- | -------------- | -------------- | -------------- | -------------- | -------------- | -------------- | -------------- |
| Giochi olimpici invernali |                |                |                | 11°            |                |                |                | 10°            |
| Campionati mondiali |                | 8°             |                | 6°             | 7°             | C              | 6°             | R              |
| Quattro continenti | 9°             |                | 7°             |                | 2°             | 3°             |                |                |
| GP Final |                |                |                |                |                | 5°             |                |                |
| GP Cup of China |                |                |                | 3°             |                |                |                |                |
| GP Trophée Eric Bompard | 7°             |                |                |                |                |                |                |                |
| GP NHK Trophy |                |                | R              |                | 4°             | 2°             |                |                |
| GP Rostelecom Cup |                | 7°             | R              |                |                |                |                | 5°             |
| GP Skate America |                |                |                | 6°             |                |                |                |                |
| GP Skate Canada | 6°             | 3°             |                |                | 3°             | 2°             | C              | 6°             |
| CS Autumn Classic |                |                |                |                | 2°             |                |                |                |
| CS Finlandia Trophy |                |                |                |                | 2°             |                |                | 8°             |
| CS Golden Spin |                |                |                |                |                |                |                | 8°             |
| CS Nebelhorn Trophy |                |                |                |                |                | 1°             |                |                |
| CS U.S. Classic |                | 3°             | R              | 1°             |                |                |                |                |
| Nazionali |                |                |                |                |                |                |                |                |
| Campionati canadesi | 4°             | 4°             | 3°             | 3°             | 1°             | 1°             | C              | 1°             |
| Eventi a squadre |                |                |                |                |                |                |                |                |
| Giochi olimpici invernali |                |                |                |                |                |                |                | 4° S 5° P      |
| World Team Trophy |                |                | 4° S 4° P      |                | 5° S 4° P      |                |                |                |
| R = Ritirati; C = Evento cancellato S = Risultato della squadra; P = Risultato personale. Medaglie assegnate solo per il risultato della squadra. |                |                |                |                |                |                |                |                |

### Con Moscovitch
| Internazionali            | Internazionali | Internazionali | Internazionali | Internazionali | Internazionali |
| Evento                    | 2009–10        | 2010–11        | 2011–12        | 2012–13        | 2013–14        |
| ------------------------- | -------------- | -------------- | -------------- | -------------- | -------------- |
| Giochi olimpici invernali |                |                |                |                | 5°             |
| Campionati mondiali       |                | 8°             |                | 4°             | 4°             |
| Quattro continenti        | 9°             | 5°             |                | 2°             |                |
| GP Final                  |                | 6°             |                | 5°             | 6°             |
| GP Cup of China           |                |                | 3°             | 4°             |                |
| GP NHK Trophy             |                |                |                | 2°             |                |
| GP Rostelecom Cup         |                |                |                |                | 3°             |
| GP Skate America          |                | 2°             | 3°             |                | 2°             |
| GP Skate Canada           | 6°             | 2°             |                |                |                |
| U.S. Classic              |                |                |                | 1°             | 1°             |
| Nazionali                 |                |                |                |                |                |
| Campionati canadesi       | 5°             | 1°             | 4°             | 2°             | 2°             |
| Eventi a squadre          |                |                |                |                |                |
| Giochi olimpici invernali |                |                |                |                | 2° S 2° P      |
| R = Ritirati              |                |                |                |                |                |

### Con Evans
| Internazionali      | Internazionali |
| Evento              | 2008–09        |
| ------------------- | -------------- |
| JGP Messico         | 10°            |
| Nazionali           |                |
| Campionati canadesi | 4° J           |
| J = Junior          |                |